# Arch Oboler
Arch Oboler (7 de diciembre de 1909 — 19 de marzo de 1987) fue un guionista, novelista, productor y director que centró su actividad en el cine, la radio y la televisión.
Nacido en Chicago, se crio en el protestantismo, aunque su padres eran emigrantes judíos de Riga, Letonia.
Oboler atrajo una gran atención por sus guiones para la radio, y su trabajo en este medio se valora como lo más destacable de su carrera. Pese a su tendencia hacia lo truculento, se le elogia como uno de los mayores talentos de la radiodifusión y es considerado como uno de los renovadores de la "edad dorada de la radio".
Dentro de sus primeros trabajos para el cine, se incluyen Escape (1940), Pasaje al futuro (1943) o Una encuesta llamada milagro (1948), todos ellos como guionista. En 1945 se produce su doble debut como director con Bewitched y Strange Holiday, seguida de la posapocalíptica Five (1951), filmada en una casa diseñada por Frank Lloyd Wright, propiedad del mismo Oboler. Un año después, realizó Bwana, el diablo de la selva, primer largometraje en 3-D estrenado en las salas de cine. Dirigió también The Twonky (1953), basada en un relato de Lewis Padgett (seudónimo que el autor de ciencia ficción Henry Kuttner compartía con su esposa, la también escritora Catherine L. Moore). En 1956, Sidney Lumet llevó a escena la obra teatral de Oboler Night of the Auk, un drama de ciencia ficción sobre unos astronautas que regresan a la Tierra tras el primer alunizaje. En 1966, Oboler vuelve a dirigir una película en 3-D, The Bubble.
El 7 de abril de 1958, Peter, hijo de Oboler, murió con tan sólo seis años de edad al ahogarse en el agua acumulada en las excavaciones de la casa del autor en Malibú.
Oboler murió de un ataque en 1987 en Westlake Village, California.